# Ахмедов, Ильхам Намиг Кямал оглы
Ильхам Намиг Кямал оглы Ахмедов (азерб. İlham Namiq Kamal oğlu Əhmədov, род.9 января 1949, город Баку) — советский и азербайджанский театральный деятель, актёр, режиссёр, Народный артист Азербайджанской Республики (2002), директор и художественный руководитель театра миниатюр "Ильхам", заведующий кафедрой "Актёр музыкального театра" Азербайджанского государственного университета культуры и искусств.

## Биография
Родился Ильхам Намиг Кямал оглы Ахмедов 9 января 1949 года в городе Баку. Родом из махалли Сарыторпаг города Шемахы.
Окончив обучение в Бакинской средней школе № 31 в 1966 году, поступил в Азербайджанский государственный театральный институт имени Мирзы Алиева на факультет драмы и актёрского мастерства. Учился на курсе народного артиста СССР Адиля Искендерова и азербайджанского артиста Рзы Тахмасиб. В студенческие годы успешно сыграл роль главного героя в сатирической комедии французского писателя Жана-Батиста Мольера "Жорж Данден". Его приняли в актёрскую труппу учебного театра института. Работая этом коллективе он сыграл несколько ролей: Мирза Джавад ("Айдын", Джафар Джаббарлы), Швестер ("Метеор"Фридриха Дюрренматта), Ломов ("Посольство", Антон Чехов), рекрутер ("Дом на берегу", Стефан Цвейг), генеральный секретарь ("Волшебное кресло", Фриш Коринти), Молла Сабзали ("Улама Меджлис" по стихам Мирзы Алекпер Сабира).
С 25 ноября 1971 года по 2 февраля 1972 года он входил в актёрскую труппе Азербайджанского Государственного Театра юного зрителя. С 3 февраля перешёл в труппу Академического национального драматического театра. 20 марта 1989 года начал актёрскую деятельность в Молодёжном театре. С 26 января 1993 года этот коллектив функционирует как Азербайджанский Государственный молодёжный театр. Ильхам Намик Kамал проработал на сцене этого учреждения четыре года. Здесь были поставлены пьесы, а роли играл Ахмедов: Станислава Стратиева "Отчаянные пассажиры", Рахмана Ализаде "Операция Дадашбала", Иси Меликзаде "Мост Султангулу", Роббера Томаса "Убийца моей жены", Вагифа Самедоглу "Строим гору", Георгия Хугаева "Муж моей жены я сам".
Наряду с работой в государственном молодёжном театре, с 1989 по 1991 годы одновременно работал актёром в Азербайджанском государственном театре музыкальной комедии. В этом театре он сыграл в музыкальных комедиях драматурга Георгия Хугаева и композитора Эльдара Мансурова "Мать моей возлюбленной или история брака", Джахангира Асланоглу и Гасанаги Гурбановой "Ворон, у меня есть орех", в русском отделении - Эдуардо де Филиппова и Фараджа Караева "Фулимено Мартурано".
14 июня 1993 года он покинул труппу и создал собственный театр миниатюр "Ильхам". В настоящее время работает режиссёром-постановщиком и актёром в этом театре, где является директором и художественным руководителем. Он устанавливает репертуар и определяет структуру всем спектаклям, которые ставятся в театре, играет главные роли в большинстве из них.
С 1995 года преподает в Азербайджанском государственном университете культуры и искусств, заведует кафедрой "Эстрадное искусство".
Женат, имеет 4 детей: двух дочерей и двух сыновей.

## Награды и премии
- Орден «Слава» (25 июня 2013) — за заслуги в развитии азербайджанского театра[6].
- Народный артист Азербайджанской Республики (24 декабря 2002) — за заслуги в развитии азербайджанской культуры[7].
- Заслуженный артист Азербайджанской ССР (1982).
- Почётный диплом Президента Азербайджанской Республики (13 декабря 2023) — за заслуги в развитии образования в Азербайджане[8].
- Персональный пенсионер Президента Азербайджанской Республики (9 мая 2012)[9]

## Фильмография
- Бармен Али в фильме Фламинго, розовая птица,
- Ильгар в фильме Свекровь,
- Абдуррахман в фильме Чудак,
- Журналист в фильме Аккорды долгой жизни.
- Секретарь райкома комсомола в фильме Учитель музыки (фильм, 1983).
- Звукооператор в фильме Украли жениха.